# ケルト神話
ケルト神話（ケルトしんわ、英: Celtic mythology）は、ケルト人の神話・宗教・伝承の体系を指す。
鉄器時代の他のヨーロッパの民族と同じく、ケルト人は多神教の神話・宗教構造を持っていたが、現代のフランスに居住していたガリア人や現代のスペインに居住していたケルティベリア人などはローマ帝国による征服とキリスト教への改宗のため文化が散逸しており、グレコローマ（古代ギリシャ・ローマ）時代のローマやキリスト教側の史料や考古学を通じてのみ今に伝えられている。他方で島嶼ケルト人（アイルランドとスコットランドのゲール人、ピクト人、大ブリテン島のブリトン人）は政治的、言語的アイデンティティを維持することができたが、彼らの神話は口承であったため、文章に記されたのは中世以降であった。最も多く記録されたのはアイルランド神話であり、次いでウェールズ神話である。
アイルランドの主なケルトの神々はトゥアハ・デ・ダナーン（ダーナ神族）に属するが、ウェールズの登場人物の多くは、プラント・ドン（Plant Dôn、ドーンの子供たち）またはプラント・ルル（Plant Llŷr、ルルの子供たち）とされる。このルルはマナナン・マクリルの父リルと同一と言われる。
いくつかの島嶼ケルト神話は大陸ケルトと共通しているとされ、アイルランドのルー(Lugh)、ウェールズのルー(Lleu)は、イベリア半島で信仰されていたルグス(Lugus)と同一と考えられる。
なお、アイルランド神話の主な３つの原典は、11世紀から12世紀に中期アイルランド語で記された赤牛の書（ロイヤル・アイリッシュ・アカデミー蔵）、古アイルランド語で記されたレンスターの書(トリニティカレッジ蔵)、中期アイルランド語およびラテン語で記されたオックスフォード・ボドリアン図書館所蔵のMS Rawlinson B 502で、そのほとんどはキリスト教徒となったアイルランド人の詩人階級や学問階級の修道士によって記されたものである。記録に際して自国の文化の伝承と、異教への敵意とで葛藤があったとされる。

## 概観
代表的なものに、トゥアハ・デ・ダナーンを主人公とするアイルランドの神話や勇士クフーリンを主人公にするアルスター圏の叙情詩伝説『マビノギオン』に収められたウエールズの神話伝説などがあり、その他、アーサー王伝説などにの中にもその遺構がかなり見られると考えられる。
- ゲール語に翻訳された神話。アイルランド神話（Irish Mythology）とスコットランド神話（Scottish Mythology）に代表される。
- ブリソン諸語の神話。ウェールズ神話（Welsh Mythology）に代表される。

## アイルランド神話
アイルランド神話の資料に関するものはすべて中世初期以降のものである。資料の中には、トゥアハ・デ・ダナーン（ダーナ神族）とフォモール巨人族を扱ったもの（これは『マグ・トゥイレドの戦い』（Cath Maige Tuireadh）の根拠となった。）、『侵略の書』（Lebor Gabála Érenn）といった歴史に焦点を当てたものなどがある。ダーナ神族は王権、芸術、戦争などといった人間社会の様々な職能を代表し、一方でフォモール族は混沌と野性を代表している。
アイルランド神話は大きく別けて四つのサイクルと呼ばれる物語群に分けられる。
- 神話サイクル（Mythological Cycle） - 神々の物語を扱うサイクル。
- アルスターサイクル（Ulster Cycle） - 英雄クー・フーリンの活躍を中心とするサイクル。
- フェニアンサイクル（Fenian cycle） - フィン・マックールと彼の率いるフィアナ騎士団（Fianna）を中心とするサイクル。
- 歴史サイクル（Historical Cycle） - 歴代のアイルランドの君主を扱うサイクル。

ダグザ（Dagda）
アイルランド神話の最高神と考えられている。ダグザはアイルランド人気質を具現化した存在であり、ほかの神々と人間のもととなったとされる。なお、神々は全体でひとつの氏族（clan）を構成していたと考えられる。ダグザはアイルランド神話の中ではおどけた洒落の利く神として描かれており、ダグザが人に小馬鹿にされるが寛大に耐え忍ぶ、という結末の神話すらある。
ダグザはアイルランドの伝承では槍を持った力持ちの神として描かれている。ガリアの槌と杯を持つ神スケッロス（Sucellos）に対応するとされる。
モリガン（Mórrígan）
三位一体の戦いの女神である。ヴァハ（Macha）、バズヴ（Badb）（ネヴァン（Nemhain）とも呼ばれる）と行動を共にする。
これらの3柱はそれぞれ戦闘の違う側面を体現している。彼女は『クーリーの牛争い』（Train Bo Cualinge）に登場することで知られている。この中で彼女は主人公クー・フーリンを助けたり、邪魔したりする。そして、『マグ・トゥイレドの戦い』の中では、詩人にして魔法使い、さらに権力者という複数の役割を演じ、ダーナ神族に勝利をもたらす。彼女（達）はほぼ毎回カラスもしくはオオガラスとして描かれるが、ウシ、オオカミ、ウナギなど、他の多くの生き物にも変化できる。
ルー（Lugh）
太陽神。イルダーナ（Il-Dana）やドルドナ（Dordona）など、「全知全能」を意味する名で呼ばれる場合もある。
その他
他にはダグザの娘であるブリギッド（Brigid）、タルトゥ（Tailtiu）などの女神がおり、男神には鍛冶と酒造の神ゴヴニュ（Goibniu）などがいる。

## ウェールズ神話

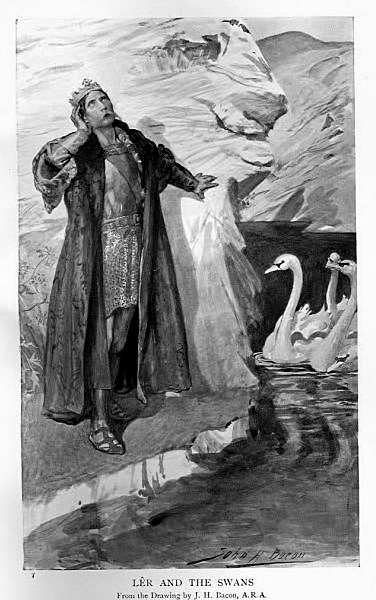
ミラー（H.R.Millar）による海神スィール（Llŷr）と白鳥

ウェールズの吟遊詩人の口承に基づく物語群。文字による記録は、現存する最古のものでも13世紀頃のもので、そのままそれを古代からの伝承と受け取る事はできないが、「魔力を持つ生首」などといったアイルランドのアルスター伝説との共通性、「首への強い執着」との関連性等が認められる。
ウェールズ神話の主な資料となっているのは『マビノギオン』に収められたマビノギ四枝である。これは中世ウェールズ語の写本（ヘルゲストの赤本、レゼルッフの白本）が原典となっている。『マビノギオン』はイギリスのシャーロット・ゲストが19世紀に初めての完訳を行った際のタイトルが定着したものだが、「マビノギオン」という言葉は写本の1カ所だけにしか存在せず、写字生の誤写によるものと現在は考えられている。他の箇所ではマビノギと記述されている。マビノギオン、マビノギ四枝を参照。
のちにジェフリー・オブ・モンマスらにより、間接的にアーサー王物語として知られる騎士道物語群の着想のもととなった。
アリアンロッド（Arianrhod）
ダヌ（ウェールズの地母神。ドンとも）の娘。月の女神で銀の車輪という意味の名を持つ。「時」の象徴でもあり出産にも関与する。ウェールズ人が崇拝した北かんむり座の守護神。ブリギッドと同一視されることもある。
プイス（Pwyll）
ウェールズ南西にある、ダヴェドの君主でウェールズの英雄とも言える存在。「知恵、分別」という意味の名を持つ。アンヌン（地下にある妖精の国）の王であるアラウンを助けて彼の宿敵ハヴガンを討ち、アンヌン全土を支配下に治めたことで自らも「アンヌウヴンの長」との称号を得る。後にリアンノンと出会い結婚し、彼女との間にプレデリという子どもをもうける。マビノギ第一の枝『ダヴェドの大公プイス』の中心人物。
リアンノン（Rhiannon、ヒリアノン、フリアノンとも）
月と馬の女神で、「偉大なる女王」を意味するリガントーナに関連した名をもつ。金髪で美しい女神。忠実な白い牝馬に乗り死者の魂を地球から死後の世界へと導く。マビノギ第一の枝では、誰にも追いつけない魔法の馬と決して一杯にならない魔法の袋をもち、プイスに策略を授け彼の妻となるが、息子プレデリが行方不明となったためいわれのない子殺しの罪で罰を受ける。その後第三の枝に再登場し、マナウィダンと結婚する。
マナウィダン（Manawydan）
海神スィール（Llyr）の息子。マナナーン・マクリール（Manannan mac Lir）とも呼ばれる魔術師。マビノギ第二の枝『スィールの娘ブランウェン』でブランウェンおよびブリテン王ブランの兄弟として登場し、第三の枝『スィールの息子マナウィダン』では中心人物となる。

### 原典資料
- 『マビノギオン』
  - 『マビノギオン - 中世ウェールズ幻想物語集』中野節子訳、JULA出版局、2000年3月。ISBN 978-4-88284-193-7。

### 二次資料
- マイヤー, ベルンハルト 著、鶴岡真弓・平島直一郎 訳『ケルト事典』創元社、2001年。ISBN 4-422-23004-2。
- マッカーナ, プロインシァス『ケルト神話』松田幸雄訳、青土社〈シリーズ世界の神話〉、1991年8月。ISBN 978-4-7917-5137-2。
- ジェームズ, サイモン 著、渡辺充子・吉岡晶子 訳『図説ケルト』東京書籍、2000年6月。ISBN 978-4487794119。

## 関連書籍
- 井村君江 『ケルトの神話 - 女神と英雄と妖精と』 筑摩書房〈ちくま文庫〉、1990年3月。ISBN 978-4-480-02392-6。
- ディレイニー, フランク（英語版） 『ケルトの神話・伝説』 鶴岡真弓訳、創元社、2000年9月。ISBN	978-4-422-23006-1。
- ブレキリアン, ヤン（フランス語版） 『ケルト神話の世界』 田中仁彦・山邑久仁子訳、中央公論社、1998年7月。ISBN 978-4-12-002812-0。
  - 新版『ケルト神話の世界』、中央公論新社〈中公文庫〉上・下、2011年8月。ISBN 978-4-12-205525-4, 978-4-12-205526-1。